# Ouvrages fictifs du Mythe de Cthulhu
 (juillet 2016).
De nombreux ouvrages imaginaires apparaissent dans les nouvelles et romans du Mythe de Cthulhu, dont le plus célèbre est sans conteste le Necronomicon.

## Listes d'ouvrages fictifs
- Le Culte des Goules a été inventé par Robert Bloch dans la nouvelle The Suicide in the Study (1935). Il est censé avoir été écrit par le Comte François-Honoré Balfour d'Erlette (un clin d'œil à August Derleth), et publié en France en 1702, où il fut rapidement interdit par l'Église. Seules quelques copies en subsistent.
- De Vermis Mysteriis, ou les Mystères du Ver, ont été inventés par Robert Bloch dans la nouvelle Le Tueur stellaire (1935). Il est censé avoir été écrit en prison par un certain Ludvig Prinn, brûlé vif à Bruxelles par l'Inquisition au XVe siècle ou XVIe siècle ; d'après ses propres dires, Prinn était un survivant de la neuvième croisade (1271-1272).
- Les Fragments de G'harne ont été inventés par Brian Lumley dans les nouvelles Le Rempart de béton (1969) et In the Vaults Beneath (1971).
- Le Livre d'Eibon ou Liber Ivonis a été inventé par Clark Ashton Smith dans la nouvelle Ubbo-Sathla (1933), et a été repris par la suite par Lovecraft. Il est censé avoir été écrit par un sorcier d'Hyperborée, et s'être transmis au fil des siècles parmi les sorciers. Smith mentionne une traduction française médiévale dérivée d'une version grecque, mais on ne peut remonter au-delà. Il en existe également des traductions en anglais et en latin (le Liber Ivonis).
- Les Manuscrits Pnakotiques ont été inventés par H. P. Lovecraft dans la nouvelle Polaris (1918). Ils ont été écrits par la Grand-Race de Yith.
- Le Necronomicon a été inventé par H. P. Lovecraft. Il aurait été écrit par l'arabe fou Abdul al-Hazred, l'ouvrage original aurait disparu, mais il existe quelques exemplaires traduit en diverses langues dont le Latin et le Grec.
- Les Révélations de Glaaki ont été inventées par Ramsey Campbell dans la nouvelle The Inhabitant of the Lake (1964).
- L'Unaussprechlichen Kulten ou Cultes Sans Noms (aussi appelé Livre Noir) a été inventé par Robert E. Howard dans les nouvelles Les Enfants de la nuit et La Pierre noire (1931). Il est censé avoir été écrit par Friedrich Von Junzt (1795-1840), un ésotériste disparu dans des conditions mystérieuses.
- La Forteresse noire est un roman de Francis Paul Wilson, admirateur de Lovecraft. La forteresse contient dans ses murs plusieurs des ouvrages cités ci-dessus, retrouvés dans une niche secrète.
- Le Die Entfesselten und die Verlassenen [Les Déchus et les Abandonnés] de Camillus von Malzahn, écrit à la fin du Moyen Âge en Prusse, a été inventé par David Turambar Kolacinski. Il apparaît pour la première fois dans sa nouvelle lovecraftienne « Edmond Barlow, Alchimiste » dans Horrifique, no 147, série ''Fureur de Cthulhu'' #4, octobre 2020 (Québec).

### Sources primaires (littérature)
- Howard Phillips Lovecraft et al. (édition présentée et établie par Francis Lacassin), Howard Phillips Lovecraft, vol. 1 : Les mythes de Cthulhu. Légendes du mythe de Cthulhu. Premiers contes. L'art d'écrire selon Lovecraft, Paris, Robert Laffont, coll. « Bouquins », 1991, 1re éd., XXXVI-1174 p. (ISBN 2-221-05684-1, présentation en ligne sur le site NooSFere).
- Howard Phillips Lovecraft et al. (édition présentée et établie par Francis Lacassin), Howard Phillips Lovecraft, vol. 2 : Contes et nouvelles. L'horreur dans le musée et autres révisions. Fungi de Yuggoth et autres poèmes fantastiques. Épouvante et surnaturel en littérature, Paris, Robert Laffont, coll. « Bouquins », 1991, 1re éd., VI-1341 p. (ISBN 2-221-06460-7, présentation en ligne sur le site NooSFere).
- Howard Phillips Lovecraft et al. (édition présentée et établie par Francis Lacassin), Howard Phillips Lovecraft, vol. 3 : Le monde du rêve. Parodies et pastiches. Les « collaborations » Lovecraft-Derleth. Rêve et réalité. Documents, Paris, Robert Laffont, coll. « Bouquins », 1992, 1re éd., V-1341 p. (ISBN 2-221-06461-5, présentation en ligne sur le site NooSFere).